# Burkina Faso na Letních olympijských hrách 2008
Burkina Faso se účastnila Letní olympiády 2008 ve dvou sportech. Zastupovali ji dva sportovci.

## Šerm
Julien Ouedraogo

## Judo
Hanatou Ouelgo